# Elección al Senado de los Estados Unidos en Idaho de 2022
Las elecciones al Senado de los Estados Unidos de 2022 en Idaho se llevaron a cabo el 8 de noviembre de 2022 para elegir a un miembro del Senado de los Estados Unidos que represente al estado de Idaho.
El senador republicano titular Mike Crapo se postula para la reelección para un quinto mandato en el cargo.